# Gueuze

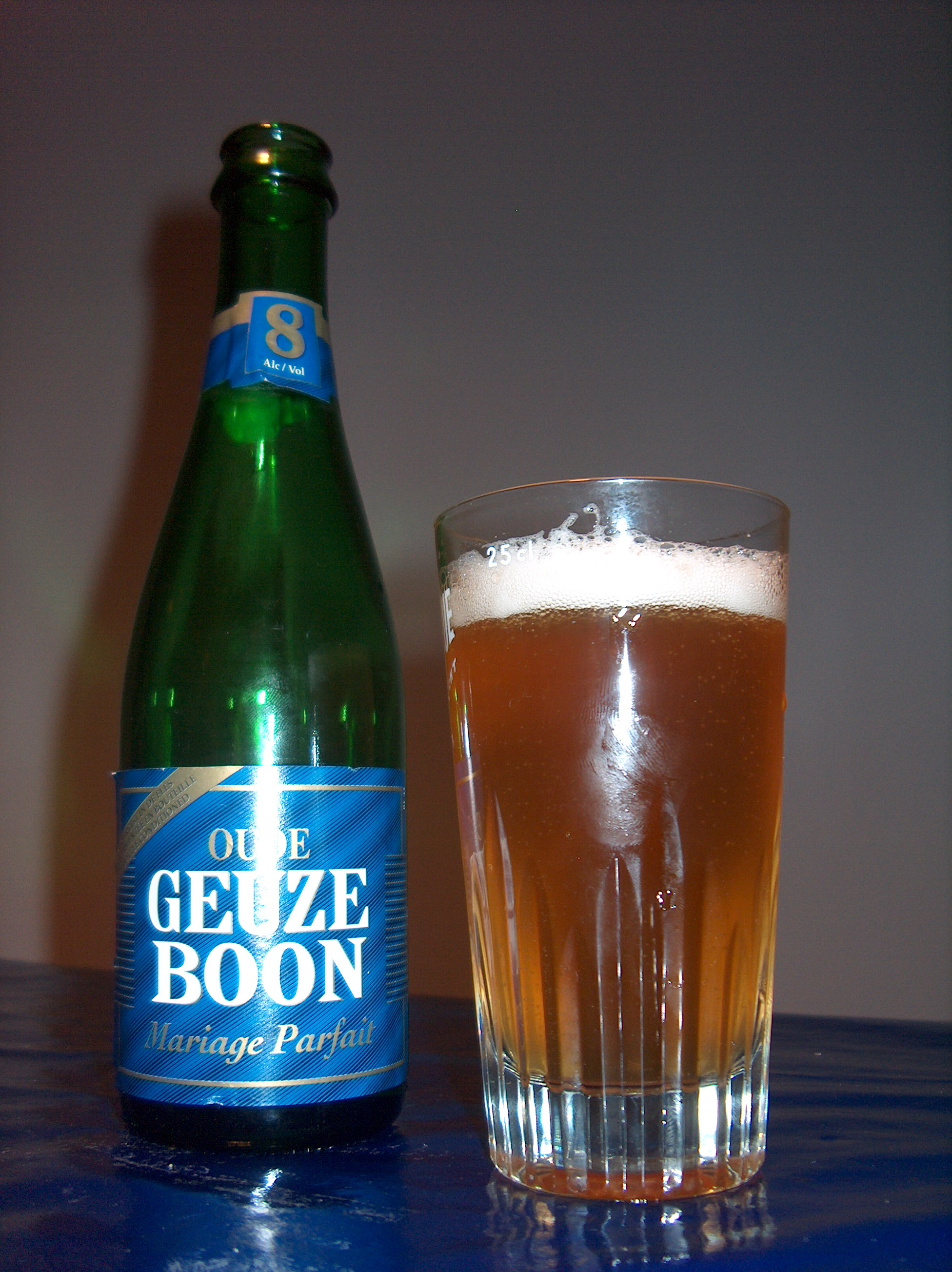
Vaso y botella de Gueuze.

La gueuze (pronunciada también como geuze) es una cerveza elaborada con cerveza tipo lambic originaria de Bélgica. Se mezcla lambic vieja con lambic joven, que aún tiene alto contenido en azúcar, y esta mezcla fermenta de nuevo en botella (como el champán o cava). Esta cerveza se produce solamente en una zona alrededor de Bruselas. Puede llegar a dejarse madurar entre un año (joven) a 2 o 3 (vieja).

## Servir
Se sirve de forma tradicional y en botellas de gran formato que tienen volúmenes de 375 o 750 ml.